# Elektronenoptica

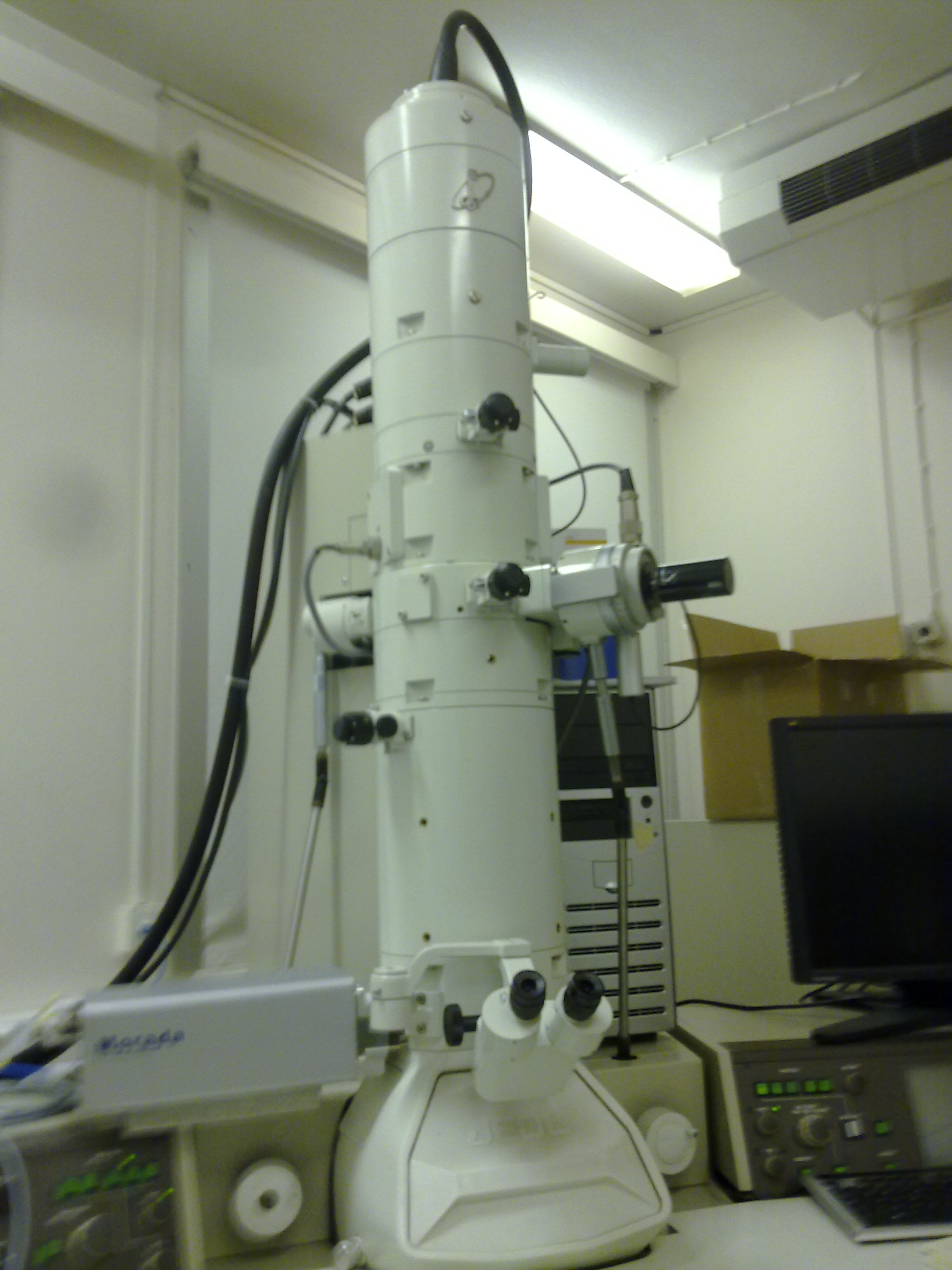
Transmissie-elektronenmicroscoop

Elektronenoptica is het deelgebied van de natuurkunde dat zich bezighoudt met het focusseren en afbeelden van bundels van geladen deeltjes (vooral elektronen) door middel van elektrische en/of magnetische velden. Bestaat de bundel uit elektronen, dan spreekt men van elektronenoptica. Als de bewegende geladen deeltjes ionen zijn, spreekt men van ionenoptica. Elektronen- en ionenoptica worden tezamen ook wel deeltjesoptica genoemd.

## Principes
Elektrische en magnetische velden oefenen krachten uit op elektrisch geladen deeltjes. Een elektronenbundel blijkt zich in dergelijke velden te gedragen op een manier die veel overeenkomst heeft met het gedrag van lichtbundels in optische systemen. Dit werd reeds in 1926 door Hans Busch beschreven en doorgerekend. Hij wordt dan ook gezien als de grondlegger van de elektronenoptica. De eerste elektronenmicroscoop werd gebouwd door Ernst Ruska, die hiervoor samen met Gerd Binnig en Heinrich Rohrer (uitvinder van de rastertunnelmicroscoop) in 1986 de Nobelprijs voor natuurkunde ontving.
Elektrische velden oefenen op de elektronen een aantrekkende of afstotende kracht uit, doordat de elektronen negatief geladen zijn. Magnetische velden daarentegen oefenen een zijwaartse kracht uit, de lorentzkracht, die altijd loodrecht op de bewegingsrichting van de deeltjes staat. Magnetische velden kunnen daarom alleen de richting van een bewegend elektron veranderen, niet de (grootte van de) snelheid (en dus evenmin de kinetische energie).
Rotatiesymmetrische velden – elektrische zowel als magnetische – gedragen zich t.o.v. de elektronenbundel als lenzensystemen t.o.v. lichtstralen. Evenwijdig geplaatste elektrisch geladen platen komen overeen met prisma’s. En met fijne geladen netten met daarachter een geladen plaat kunnen spiegels worden gerealiseerd. De lichtstralen zijn te vergelijken met de asymptoten van de elektronenbanen.
Veel beginselen uit de lichtoptica zijn ook toepasbaar in de elektronenoptica. Zo kan de brekingsindex afgeleid worden uit het principe van Fermat: de wortel uit de elektrische potentiaal fungeert hier als de brekingsindex. Voor bundels in rotatiesymmetrische velden gelden soortgelijke afbeeldingswetten als voor optische lenzen. Voor bundels die dicht bij de symmetrieas blijven, kan ook hier de paraxiale benadering worden gebruikt. De kleur in de optica komt overeen met de snelheid van de elektronen: snelle elektronen worden minder afgebogen dan langzame, hetgeen leidt tot het elektronenoptische equivalent van chromatische aberratie. Ook de berekening van de diverse afbeeldingsfouten kan in de elektronenoptica worden toegepast. Net als in de optica kunnen hier Zernikepolynomen worden gebruikt.

## Toepassingen
Elektronenoptische systemen worden vooral gebruikt voor het focusseren van de elektronenstraal in beeldbuizen (kathodestraalbuizen, zoals klassieke tv- en computerbeeldschermen, oscilloscopen, e.d.), klassieke opneembuizen voor tv-camera’s, beeldversterkers en verschillende soorten transmissie-elektronenmicroscopen.
Een toepassing van ionenoptica is de veldionenmicroscoop, waarmee Erwin Wilhelm Müller in 1950 voor het eerst individuele atomen „zichtbaar” kon maken.
Een ander uitgebreid toepassingsgebied van de elektronen- en ionenoptica wordt gevormd door deeltjesversnellers.